# لا تيرا تريما
لا تيرا تريما (بالإيطالية: La terra trema) (أي الأرض سترتعش ويعرف أيضاً باسم الأرض ترتعش) هو فيلم درامي إيطالي من عام 1948 للمخرج الإيطالي لوتشينو فيسكونتي. أخذ الفيلم عن رواية جيوفاني فيرغا إي مالافوليا (1881) (المنزل بجوار شجرة المشملة).

## وصلات خارجية
- لا تيرا تريما على موقع IMDb (الإنجليزية)
- لا تيرا تريما على موقع الموسوعة البريطانية (الإنجليزية)
- لا تيرا تريما على موقع روتن توميتوز (الإنجليزية)
- لا تيرا تريما على موقع نتفليكس (الإنجليزية)
- لا تيرا تريما على موقع ألو سيني (الفرنسية)
- لا تيرا تريما على موقع Turner Classic Movies (الإنجليزية)
- لا تيرا تريما على موقع أول موفي (الإنجليزية)
- لا تيرا تريما على موقع فيلمافينيتي (الإسبانية)
- لا تيرا تريما على موقع قاعدة بيانات الأفلام السويدية (السويدية)
- لا تيرا تريما على موقع قاعدة بيانات الفيلم (الإنجليزية)

1. ↑  "معلومات عن لا تيرا تريما على موقع moviemeter.nl". moviemeter.nl. مؤرشف من الأصل في 2015-06-05.
2. ↑  "معلومات عن لا تيرا تريما على موقع idref.fr". idref.fr. مؤرشف من الأصل في 2019-04-19.
3. ↑  "معلومات عن لا تيرا تريما على موقع filmweb.pl". filmweb.pl. مؤرشف من الأصل في 2019-12-13.